# Bottka Miklós
Bottka Miklós (Bucsány, 1876. november 19. – Budapest, 1941. április 24.) festő és grafikus, főiskolai tanár.

## Életpályája
A budapesti Képzőművészeti Főiskola hallgatójaként szerzett rajztanári oklevelet 1905–1910 között. 1908-tól állított ki műveit Budapesten, 1913-ban New Yorkban, 1914-ben Buffaloban. 1916-tól a budapesti Képzőművészeti Főiskola ábrázoló geometria tanára volt. Legismertebb tanítványa Görgényi István.
1925 körül vette feleségül Pabeschitz Szidónia (1881. április 23. – Budapest, 1947. január 7.) szabónőt, aki lebeny-tüdőgyulladás miatt bekövetkezett haláláig felesége volt.
Az Új köztemetőbe temették.

## Művei[11]
- Zöldellő táj
- Falusi élet
- Birkaistálló
- Vasárnap falun
- Legelő birkák
- Hazafelé
- Vasárnap délután
- Igáslovak
- Női képmás